# Nuoto ai campionati europei di nuoto 2022 - 50 metri dorso femminili
La gara dei 50 metri dorso femminili dei campionati europei di nuoto 2022 si è svolta il 13 e il 14 agosto 2022. Al mattino del 13 agosto si sono svolte le batterie e nel pomeriggio le semifinali, mentre la finale si è disputata nel pomeriggio del 14 agosto.

## Podio
| Pos.    | Atleta          | Nazione     |
| ------- | --------------- | ----------- |
| Oro     | Analia Pigrée   | Francia     |
| Argento | Silvia Scalia   | Italia      |
| Bronzo  | Maaike de Waard | Paesi Bassi |

## Record
Prima della manifestazione il record del mondo (RM), il record europeo (EU) e il record dei campionati (RC) erano i seguenti.
|  | 26"98 | Liu Xiang       | 21 agosto 2018 Giacarta  |
|  | 27"10 | Kira Toussaint  | 10 aprile 2021 Eindhoven |
|  | 27"19 | Kathleen Dawson | 18 maggio 2021 Budapest  |

Durante la competizione non sono stati migliorati record.

## Risultati

### Batterie
| Pos. | Batteria | Corsia | Atleta                | Nazionalità | Tempo        | Note |
| ---- | -------- | ------ | --------------------- | ----------- | ------------ | ---- |
| 1    | 3        | 4      | Analia Pigrée         | Francia     | 27"53        | Q    |
| 2    | 3        | 5      | Silvia Scalia         | Italia      | 27"71        | Q    |
| 3    | 2        | 5      | Maaike de Waard       | Paesi Bassi | 27"87        | Q    |
| 4    | 2        | 4      | Medi Harris           | Regno Unito | 27"92        | Q    |
| 5    | 4        | 5      | Mary-Ambre Moluh      | Francia     | 27"96        | Q    |
| 6    | 4        | 4      | Kira Toussaint        | Paesi Bassi | 28"10        | Q    |
| 7    | 4        | 8      | Simona Kubová         | Rep. Ceca   | 28"17        | Q    |
| 8    | 4        | 1      | Béryl Gastaldello     | Francia     | 28"18        |      |
| 8    | 3        | 6      | Anastasya Gorbenko    | Israele     | 28"18        | Q    |
| 10   | 2        | 8      | Johanna Roas          | Germania    | 28"29        | Q    |
| 11   | 2        | 7      | Pauline Mahieu        | Francia     | 28"39        |      |
| 12   | 2        | 6      | Costanza Cocconcelli  | Italia      | 28"42        | Q    |
| 13   | 4        | 3      | Caroline Pilhatsch    | Austria     | 28"43        | Q    |
| 14   | 3        | 2      | Julie Kepp Jensen     | Danimarca   | 28"50        | Q    |
| 15   | 4        | 2      | Theodora Drakou       | Grecia      | 28"54        | Q    |
| 15   | 3        | 7      | Danielle Hill         | Irlanda     | 28"54        | Q    |
| 17   | 2        | 3      | Federica Toma         | Italia      | 28"56        |      |
| 18   | 3        | 3      | Lauren Cox            | Regno Unito | 28"70        | Q    |
| 19   | 3        | 0      | Hanna Rosvall         | Svezia      | 28"73        | Q    |
| 20   | 3        | 1      | Rafaela Azevedo       | Portogallo  | 28"78        |      |
| 21   | 2        | 0      | Nina Stanisavljević   | Serbia      | 28"82        |      |
| 22   | 3        | 8      | Carmen Weiler         | Spagna      | 28"83        |      |
| 23   | 4        | 9      | Camila Rebelo         | Portogallo  | 28"89        |      |
| 24   | 2        | 9      | Daryna Zevina         | Ucraina     | 29"03        |      |
| 25   | 1        | 7      | Jenna Laukkanen       | Finlandia   | 29"13        |      |
| 25   | 2        | 2      | Ingeborg Løyning      | Norvegia    | 29"13        |      |
| 27   | 2        | 1      | Nina Kost             | Svizzera    | 29"23        |      |
| 28   | 4        | 0      | Roos Vanotterdijk     | Belgio      | 29"27        |      |
| 29   | 1        | 6      | Tamara Potocká        | Slovacchia  | 29"67        |      |
| 30   | 1        | 2      | Gabriela Georgieva    | Bulgaria    | 29"69        |      |
| 31   | 3        | 9      | Nika Sharafutdinova   | Ucraina     | 29"70        |      |
| 32   | 1        | 5      | Lena Grabowski        | Austria     | 29"77        |      |
| 33   | 1        | 3      | Eszter Szabó-Feltóthy | Ungheria    | 29"96        |      |
| 34   | 1        | 4      | Laura Bernat          | Polonia     | 30"04        |      |
| 35   | 1        | 1      | Laura Lahtinen        | Finlandia   | 31"36        |      |
| DSQ  | 4        | 6      | Tessa Giele           | Paesi Bassi | Squalificata |      |
| DNS  | 4        | 7      | Paulina Peda          | Polonia     | Non partita  |      |

### Semifinali

#### Semifinale 1
| Pos. | Corsia | Atleta               | Nazionalità | Tempo | Note |
| ---- | ------ | -------------------- | ----------- | ----- | ---- |
| 1    | 4      | Silvia Scalia        | Italia      | 27"39 | Q    |
| 2    | 5      | Medi Harris          | Regno Unito | 27"68 | Q    |
| 3    | 3      | Kira Toussaint       | Paesi Bassi | 27"84 | Q    |
| 4    | 7      | Julie Kepp Jensen    | Danimarca   | 28"16 | Q    |
| 5    | 1      | Theodora Drakou      | Grecia      | 28"18 | Q    |
| 6    | 6      | Anastasya Gorbenko   | Israele     | 28"19 |      |
| 7    | 2      | Costanza Cocconcelli | Italia      | 28"22 |      |
| 8    | 8      | Hanna Rosvall        | Svezia      | 28"49 |      |

#### Semifinale 2
| Pos. | Corsia | Atleta             | Nazionalità | Tempo | Note |
| ---- | ------ | ------------------ | ----------- | ----- | ---- |
| 1    | 4      | Analia Pigrée      | Francia     | 27"68 | Q    |
| 2    | 3      | Mary-Ambre Moluh   | Francia     | 27"86 | Q    |
| 3    | 5      | Maaike de Waard    | Paesi Bassi | 28"00 | Q    |
| 4    | 8      | Lauren Cox         | Bulgaria    | 28"19 |      |
| 5    | 6      | Simona Kubová      | Rep. Ceca   | 28"21 |      |
| 6    | 1      | Danielle Hill      | Irlanda     | 28"54 |      |
| 7    | 2      | Johanna Roas       | Germania    | 28"55 |      |
| 8    | 7      | Caroline Pilhatsch | Austria     | 28"56 |      |

### Finale
| Pos. | Corsia | Atleta            | Nazionalità | Tempo | Note |
| ---- | ------ | ----------------- | ----------- | ----- | ---- |
|      | 5      | Analia Pigrée     | Francia     | 27"27 |      |
|      | 4      | Silvia Scalia     | Italia      | 27"53 |      |
|      | 7      | Maaike de Waard   | Paesi Bassi | 27"54 |      |
| 4    | 6      | Kira Toussaint    | Paesi Bassi | 27"73 |      |
| 5    | 3      | Medi Harris       | Regno Unito | 27"90 |      |
| 6    | 2      | Mary-Ambre Moluh  | Francia     | 27"95 |      |
| 7    | 8      | Theodora Drakou   | Grecia      | 28"11 |      |
| 8    | 1      | Julie Kepp Jensen | Danimarca   | 28"54 |      |